# Trần Công Bác
Trần Công Bác (giản thể: 陈公博; phồn thể: 陳公博; bính âm: Chén Gōngbó; Wade-Giles: Ch'en Kung-po, 19 tháng 10 năm 1892 – 3 tháng 6 năm 1946) là một chính trị gia Trung Hoa, từng là Tổng thống thứ 2 và cuối cùng của chính phủ Quốc dân Nam Kinh thân Nhật trong Thế chiến II.

## Tiểu sử
Trần Công Bác quê ở Thượng Hàng, Phúc Kiến, nhưng sinh tại Quảng Đông, nhà Thanh năm 1892. Cha ông là một quan viên nhà Thanh. Khi học tại Đại học Bắc Kinh, ông tham gia phong trào Ngũ Tứ và nghiên cứu Chủ nghĩa Marx cùng Trần Độc Tú. Trần Công Bác là một trong những sáng lập viên của Đảng Cộng sản Trung Quốc và tham gia Hội nghị lần thứ nhất của đảng tại Thượng Hải vào tháng 7 năm 1921, nhưng bỏ đảng vào năm sau. Sau đó ông sang Hoa Kỳ, nhận học vị Thạc sĩ Kinh tế học tại Đại học Columbia năm 1925. Về đến Trung Hoa, ông gia nhập Quốc dân đảng và được bổ nhiệm là Cục trưởng Cục Công nông dưới quyền Liêu Trọng Khải, thuộc phe cánh tả cùng Uông Tinh Vệ, 2 người về sau phát triển mối quan hệ gần gũi về chính trị cũng như cá nhân. Dù đóng vai trò quan trọng trong Chiến tranh Bắc phạt của Tưởng Giới Thạch, ông tích cực ủng hộ Uông chống lại Tưởng khi Tưởng bắt đầu tỏ ra lộng quyền. Ông bất mãn với việc Tưởng lật đổ Uông giành quyền lãnh đạo Quốc Dân đảng thông qua một cuộc chính biến quân sự năm 1926. Tuy nhiên, trong thời kỳ Tưởng-Uông hợp tác, ông được bổ nhiệm làm Bộ trưởng Thương nghiệp từ năm 1932-36. Một số chính sách kinh tế quốc gia quan trọng ông giúp thiết lập trong giai đoạn này vẫn được thực hiện tới tận những năm 1970. Là Chủ tịch Đảng bộ Quốc dân tại Tứ Xuyên, ông tham gia tổ chức sơ tán Chính phủ Quốc dân đến Trùng Khánh sau khi Chiến tranh Trung-Nhật lần thứ 2 bắt đầu.
Tuy nhiên, Trần vẫn giữ khoảng cách với Tưởng Giới Thạch, và sau khi Uông Tinh Vệ bỏ Quốc Dân đảng đứng ra thành lập chính phủ Quốc dân Nam Kinh bù nhìn, Trần nhanh chóng theo chân dù ban đầu phản đối hành động này của Uông. Trong chính phủ mới, Trần là phát ngôn viên Lập pháp viện. Sau khi chủ quyền tại Thượng Hải (danh nghĩa) được Nhật trao trả cho Chính phủ Quốc dân Nam Kinh vào tháng 11 năm, Trần được bổ nhiệm làm Thị trưởng. Giữa năm 1944, khi Uông đi Nhật chữa bệnh, Trần được giao giữ chức Quyền Viện trưởng Hành chính viện, rồi trở thành Tổng thống chính phủ Quốc dân Nam Kinh sau khi Uông chết vào tháng 11 năm 1944.
Cuối Thế chiến II, Trần bỏ trốn sang Nhật, và ngay sau khi Nhật Bản chính thức đầu hàng ngày 9 tháng 9 năm 1945, đại diện Trung Hoa là Tướng Hà Ứng Khâm yêu cầu đại diện Nhật Bản, Tướng Yasuji Okamura, dẫn độ Trần Công Bác về Trung Hoa để xét xử tội phản quốc. Yêu cầu được lực lượng chiếm đóng Hoa Kỳ chấp nhận, và Trần bị giải về Trung Hoa ngày 3 tháng 10. Tại tòa, ông cố gắng tự bào chữa, rằng với tư cách Tổng thống, ông đã từ chối hợp tác với người Nhật trong một vài vấn đề quan trọng và chỉ hành động như vậy vì tình bạn với Uông Tinh Vệ. Khi bị kết án tử hình, ông chỉ bình thản nói "Tôi sẽ gặp lại Uông Tinh Vệ dưới suối vàng sớm thôi". Trần bị một đội hành quyết xử tử tại Tô Châu, Giang Tô ngày 3 tháng 6 năm 1946.